# Thaumastogarypus zuluensis
Thaumastogarypus zuluensis är en spindeldjursart som beskrevs av Beier 1958. Thaumastogarypus zuluensis ingår i släktet Thaumastogarypus och familjen gammelekklokrypare. Inga underarter finns listade i Catalogue of Life.